# Yame

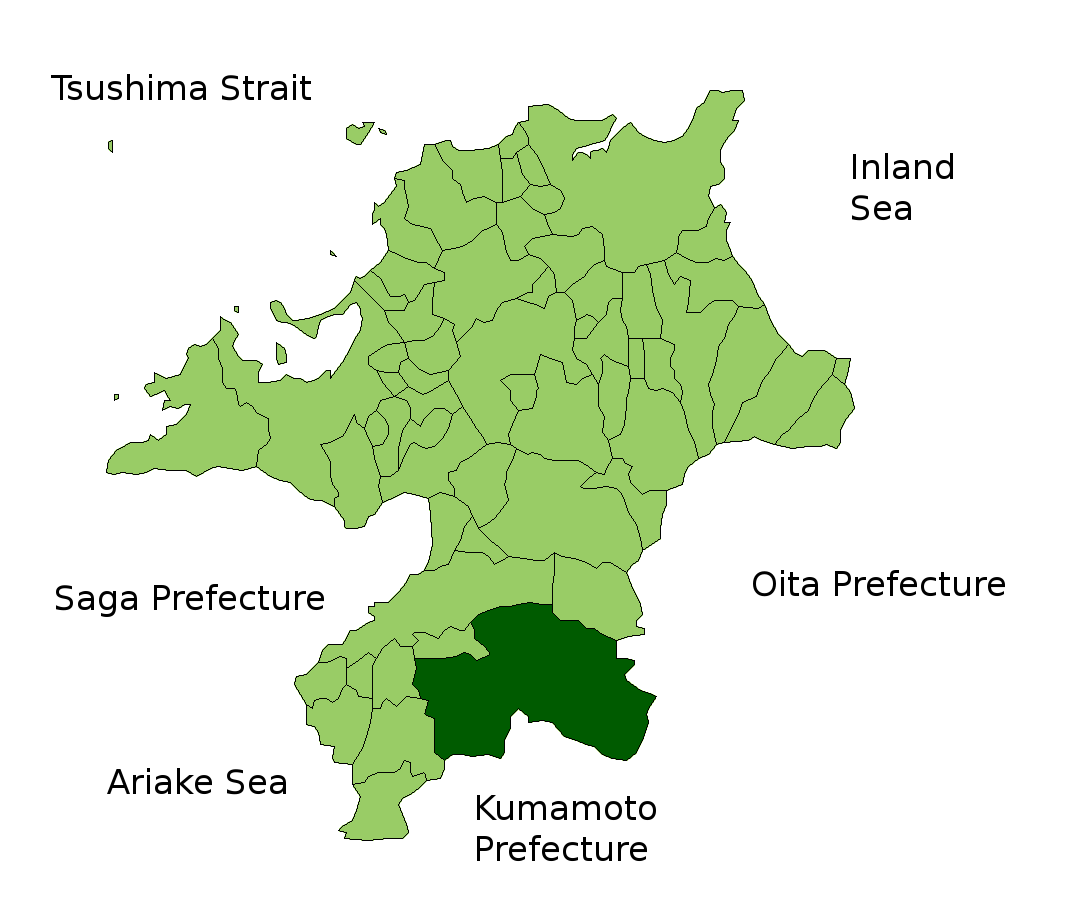

Yame (八女市 Yame-shi?) este un municipiu din Japonia, prefectura Fukuoka.